# Microcyba simulata
Microcyba simulata är en spindelart som beskrevs av Holm 1962. Microcyba simulata ingår i släktet Microcyba och familjen täckvävarspindlar.
Artens utbredningsområde är Kenya. Inga underarter finns listade i Catalogue of Life.